# Reserve-Jäger-Bataillon Nr. 6
Das Reserve-Jäger-Bataillon Nr. 6 war ein Infanterieverband der Preußischen Armee.

## Geschichte und Formierung
Das Reserve-Jäger-Bataillon Nr. 6 wurde am 1. August 1914 aufgrund Mobilmachungsbefehl vom 2. Schlesischen Jäger-Bataillon 6 in Oels aufgestellt. Das Bataillon wurde zunächst mit vier Jäger-Kompanien aufgestellt.  Im Laufe des Jahres 1915 erhielt das Bataillon eine eigene MG-Kompanie.
Das Bataillon wurde nach der Rückkehr aus Frankreich in die Garnison Oels Ende Dezember 1918 aufgelöst.

## Garnison / Standorte
Oels

## Einsatzgeschichte Erster Weltkrieg 1914–1918

### Kriegsjahr 1914
- 1. August 1914–11. August 1914 Mobilmachung und Aufstellung des Bataillons
- 12. August 1914–15. August 1914 Verladung und Transport nach Saarbrücken
- 16. August 1914–20. August 1914 Aufmarsch in Lothringen
- 22. August 1914–26. August 1914 Schlacht bei Longwy
- 27. August 1914–2. September 1914 Vormarsch, Übergang über die Maas
- 3. September 1914–11. September 1914 Kämpfe westlich und südwestlich von Verdun
- 12. September 1914–18. Dezember 1914 Rückzug, Übergang zum Stellungskrieg
- 19. Dezember 1914–31. Dezember 1914 Stellungskrieg im Raum Vauqois Boureuilles / Wald von Cheppy[2]

### Kriegsjahr 1915
- 1. Januar 1915–31. Dezember 1915 Stellungskrieg im Raum Vauqois Boureuilles / Wald von Cheppy[3]

### Kriegsjahr 1916
- 1. Januar 1916–12. März 1916 Stellungskrieg im Raum Vauqois Boureuilles / Wald von Cheppy
- 13. März 1916–25. April 1916 Schlacht um Verdun
- 28. April 1916–22. Juli 1916 Ausbildungszeit in Lothringen, Cambrai und Tournai
- 27. Juli 1916–31. Dezember 1916 Einsatz in den Karpaten[4]

### Kriegsjahr 1917
- 1. Januar 1917–18. August 1917 Einsatz in den Karpaten
- 19. August 1917–22. August 1917 Kämpfe an der Kreta und der Gora Piaskova
- 25. Juli 1917–10. September 1917 Offensive in der Bukowina
- 1. September 1917–31. Dezember 1917 Zwölfte Isonzoschlacht[5]

### Kriegsjahr 1918
- 1. Januar 1918–13. Februar 1918 Ruhe und Ausbildungszeit in Feltre
- 13. Februar 1918–16. Februar 1918 Transport an die Westfront
- 16. Februar 1918–27. März 1918 Bereitstellung im Raum Oberhomburg
- 27. März 1918–29. März 1918 Transport in den Raum Cambrai
- 5. April 1918–14. Mai 1918 Einsatz im Raum Moreuil
- 18. Mai 1918–6. Juli 1918 Ruhe und Ausbildungszeit in Villers-Pol
- 7. Juli 1918–14. Juli 1918 Aufmarsch zur zweiten Schlacht an der Marne
- 15. Juli 1918–20. Juli 1918 Zweite Schlacht an der Marne
- 21. Juli 1918–1. August 1918 Kämpfe zwischen Marne und Vesle
- 22. August 1918–5. Oktober 1918 Kämpfe in der Champagne bei St. Marie-à-Py
- 14. Oktober 1918–11. November 1918 Kämpfe in der Endphase des Krieges
- 11. November 1918–26. Dezember 1918 Räumung des besetzten Gebietes, Rückmarsch in die Garnison[6]

## Organisation und Unterstellung
| von              | bis               | Unterstellung                                     |
| ---------------- | ----------------- | ------------------------------------------------- |
| 12. August 1914  | 30. November 1914 | 12. Reserve-Division, VI. Reserve-Korps, 5. Armee |
| 1. Dezember 1914 | 11. März 1916     | 53. Landwehr Brigade, 2. Landwehr-Division        |
| 13. März 1916    | 10. Juni 1916     | 12. Reserve-Division, VI. Reserve Korps           |
| 11. Juni 1916    | 6. August 1916    | Jäger-Regiment 4, 2. Jäger-Brigade                |
| 7. August 1916   | 31. Dezember 1918 | Jäger-Regiment 4, 200. Infanterie-Division        |

## Bataillonschef / Kommandeure
| Dienstgrad | Name                   | von               | bis               |
| ---------- | ---------------------- | ----------------- | ----------------- |
| Hauptmann  | von Bülow              | 2. August 1914    | 11. November 1916 |
| Hauptmann  | von Blanckenburg       | 11. November 1916 | Oktober 1918      |
| Hauptmann  | Freiherr von Hornstein | Oktober 1918      | 31. Dezember 1918 |

## Ausrüstung
24. Juli 1916: Austausch der Tschakos gegen Infanteriehelme